# Brisen
Der Brisen ist ein 2403 m ü. M. hoher Gipfel der Urner Alpen in der Schweiz.

## Geographie
Der Brisen liegt zwischen dem Engelbergertal und dem Isental auf der Kantonsgrenze zwischen Nidwalden und Uri. Der Berg markiert den westlichen Endpunkt eines langen Berggrats, welcher bis zum Oberbauenstock verläuft und dessen höchster Punkt er ist. Zum Engelbergertal hin fällt der Haldigrat ab und trennt die Steinalp oberhalb von Niederrickenbach vom Sinsgäu bei Oberrickenbach. Ein dritter Grat läuft nach Osten zum Hoh Brisen, welcher mit 2413 m ü. M. sogar noch etwas höher ist und nur durch einen 70 Meter tiefen Sattel vom Brisen getrennt ist. Da der Hoh Brisen aber von Norden her nicht sichtbar und touristisch nicht erschlossen ist, wird der Brisen als Hauptgipfel wahrgenommen. Südlich des Brisen liegt der fast gleich hohe Chaiserstuel.

## Erreichbarkeit
Der Brisen kann von allen Richtungen her über Bergwanderwege erreicht werden. Die zwei bekanntesten Wege führen vom Haldigrat her über den Westgrat oder vom Brisenhaus und das Steinalper Jochli durch die Ostflanke und im obersten Stück über den Nordostgrat. Diese beiden Wege sind klassische Bergwanderwege und ermöglichen auch eine Überschreitung des Berges als Tagestour. Weitere Wege führen von Gitschenen her oder vom Sinsgäu her auf den Brisen, wobei es sich bei diesen um teilweise weglose Alpinwanderwege handelt und insbesondere der Weg vom Sinsgäu über die Windegg anspruchsvoll und sehr steil ist.
Eine weitere bekannte Route führt vom Brisen über den Risetenstock bis zum Oberbauenstock. Der knapp 10 km lange Weg folgt dabei meist dem Grat und führt abschnittsweise durch steiles und wegloses Gelände. Er ist daher nur für trittsichere und schwindelfreie Wanderer geeignet.

## Unterkünfte
Das Brisenhaus liegt nördlich des Brisen auf einer Höhe von 1753 m ü. M. und wird durch die Sektion Pilatus des SAC unterhalten. Sie ist im Sommer bewartet und bietet ungefähr 50 Schlafplätze. Im Winter steht ein Schutzraum zur Verfügung, ein klassischer Winterraum existiert allerdings nicht.
Im Osten befindet sich auf der Alp Gitschenen, der höchstgelegenen ganzjährig bewohnten Siedlung der Gemeinde Isenthal im Kanton Uri, ein gleichnamiges Gasthaus, im Westen befindet sich auf dem Haldigrat ein Bergrestaurant, welches bequem durch eine Sesselbahn von Niederrickenbach erreicht werden kann.

## Galerie

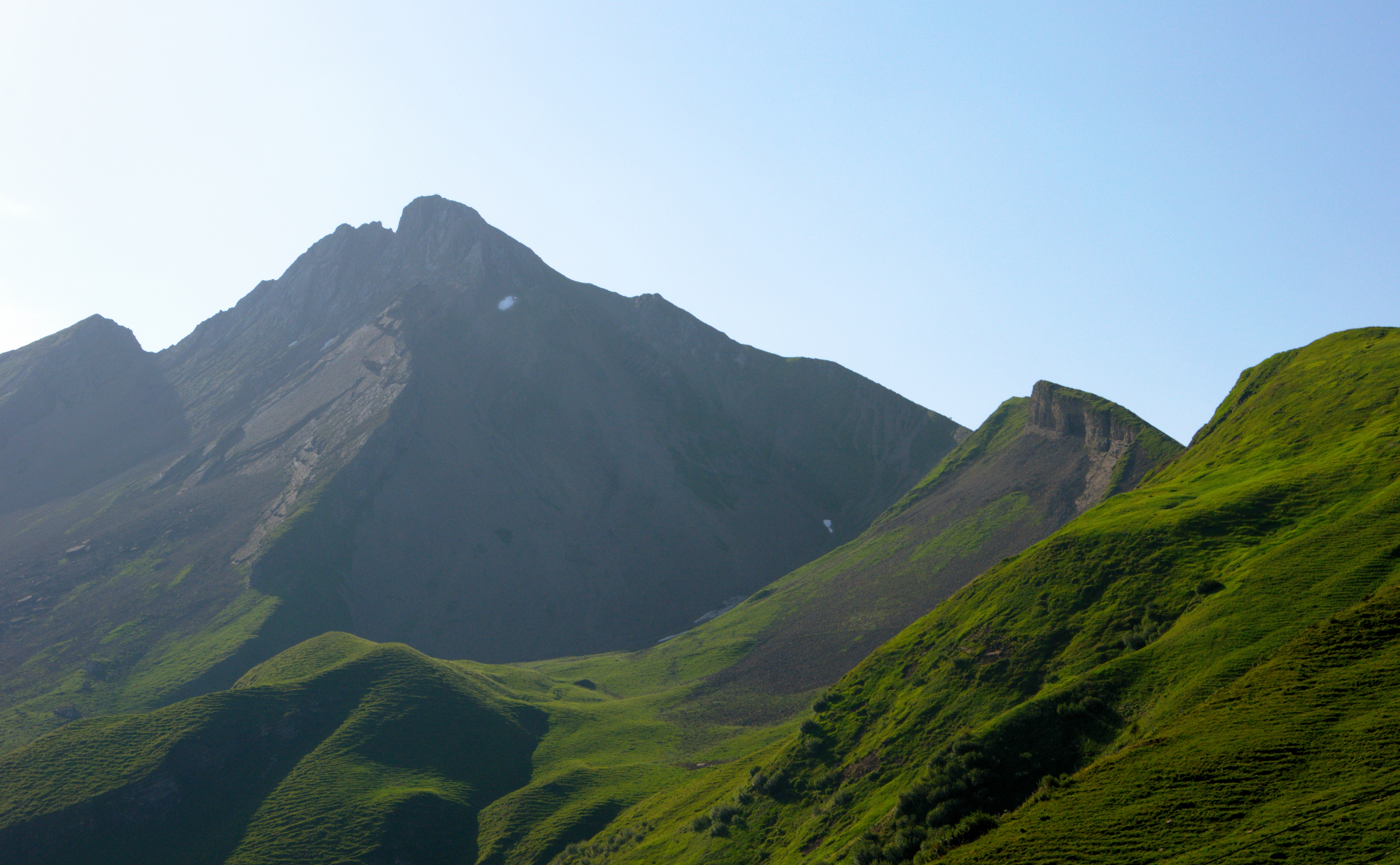
Der Brisen vom Westgrat wenig oberhalb des Haldigrat aus gesehen
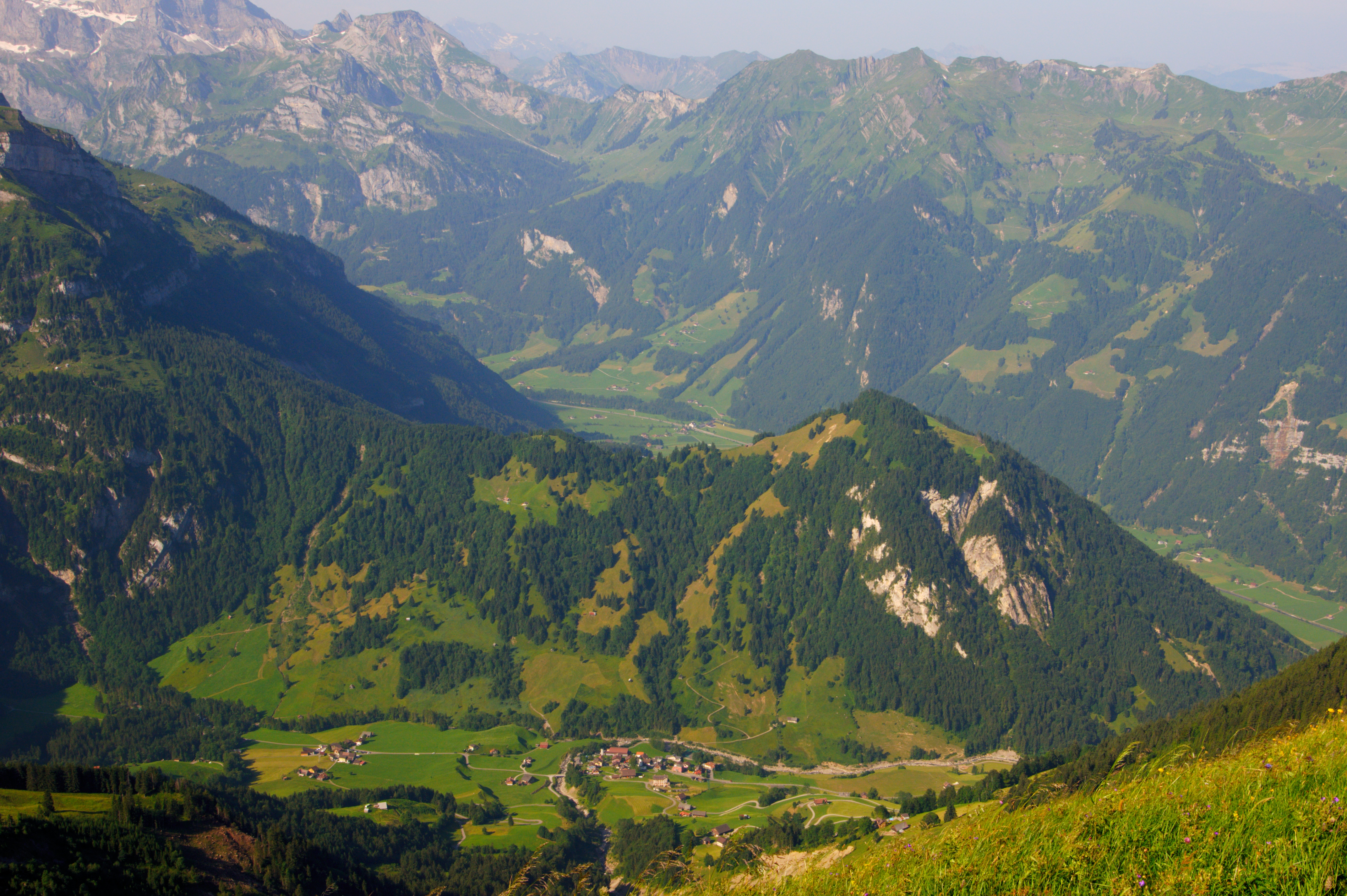
Blick vom Westgrat auf Oberrickenbach, Wellenberg und das untere Engelbergertal
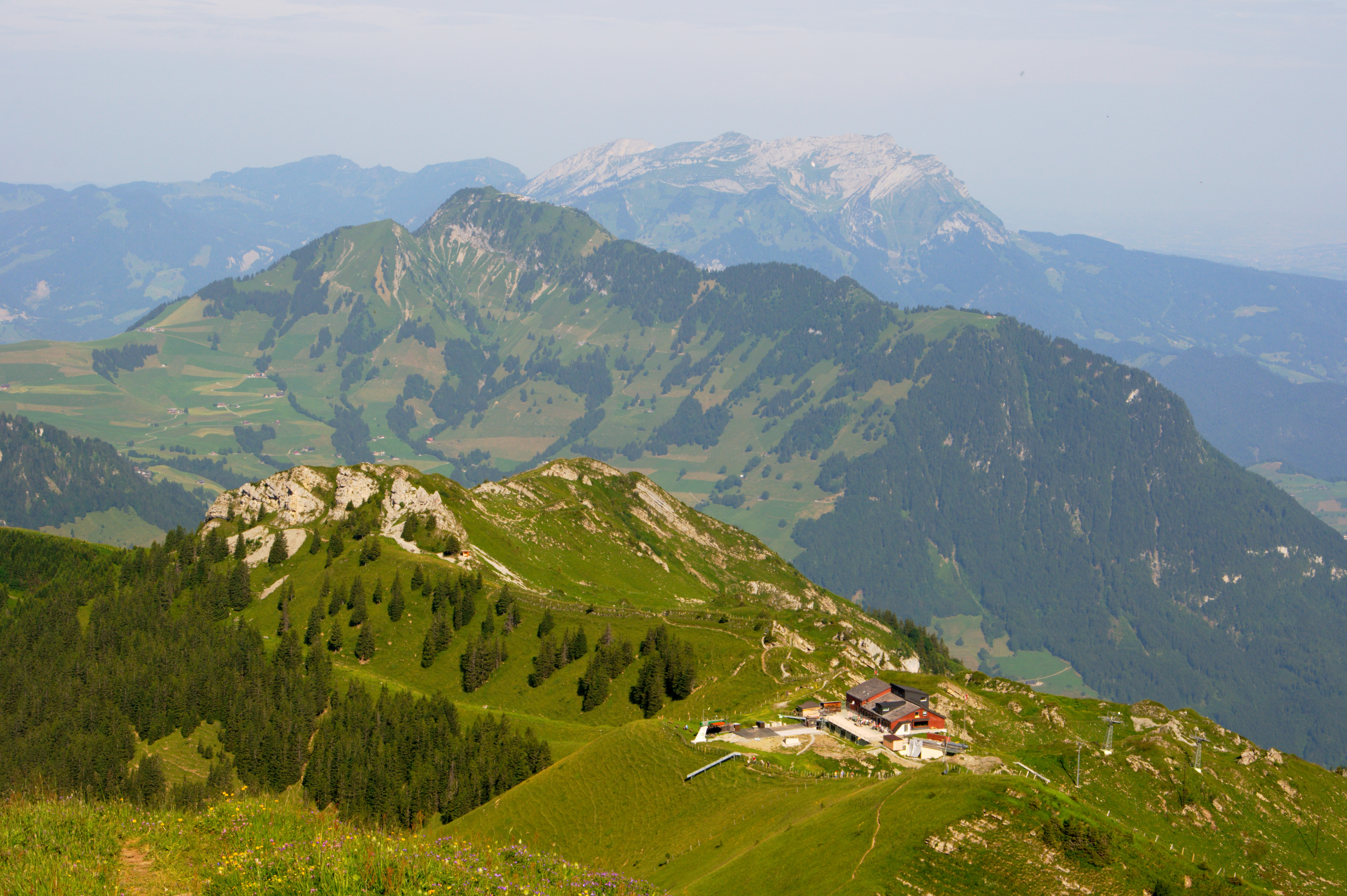
Blick vom Westgrat auf Haldigrat und Stanserhorn. Im Hintergrund der Pilatus
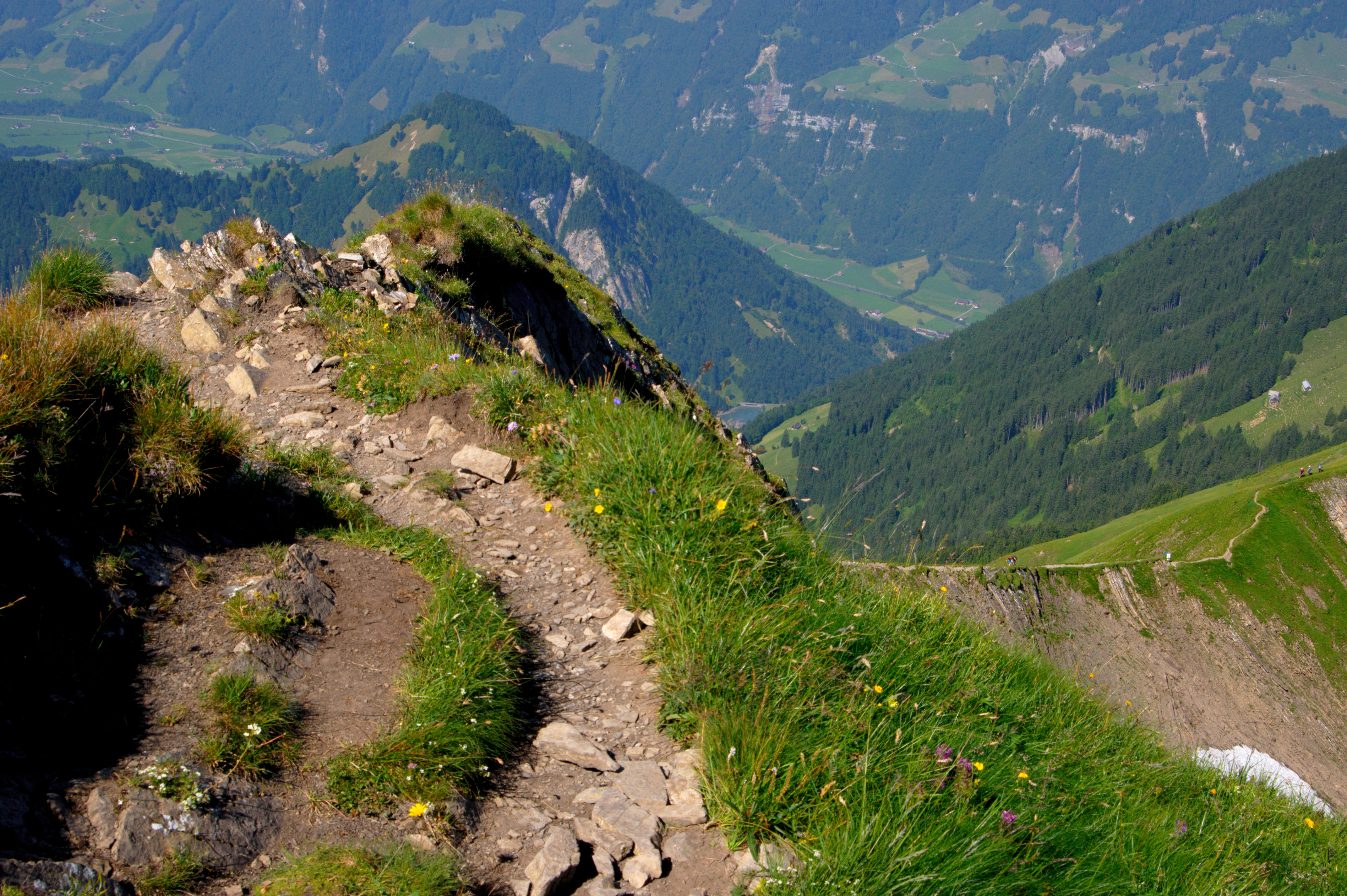
Pfad auf dem Westgrat
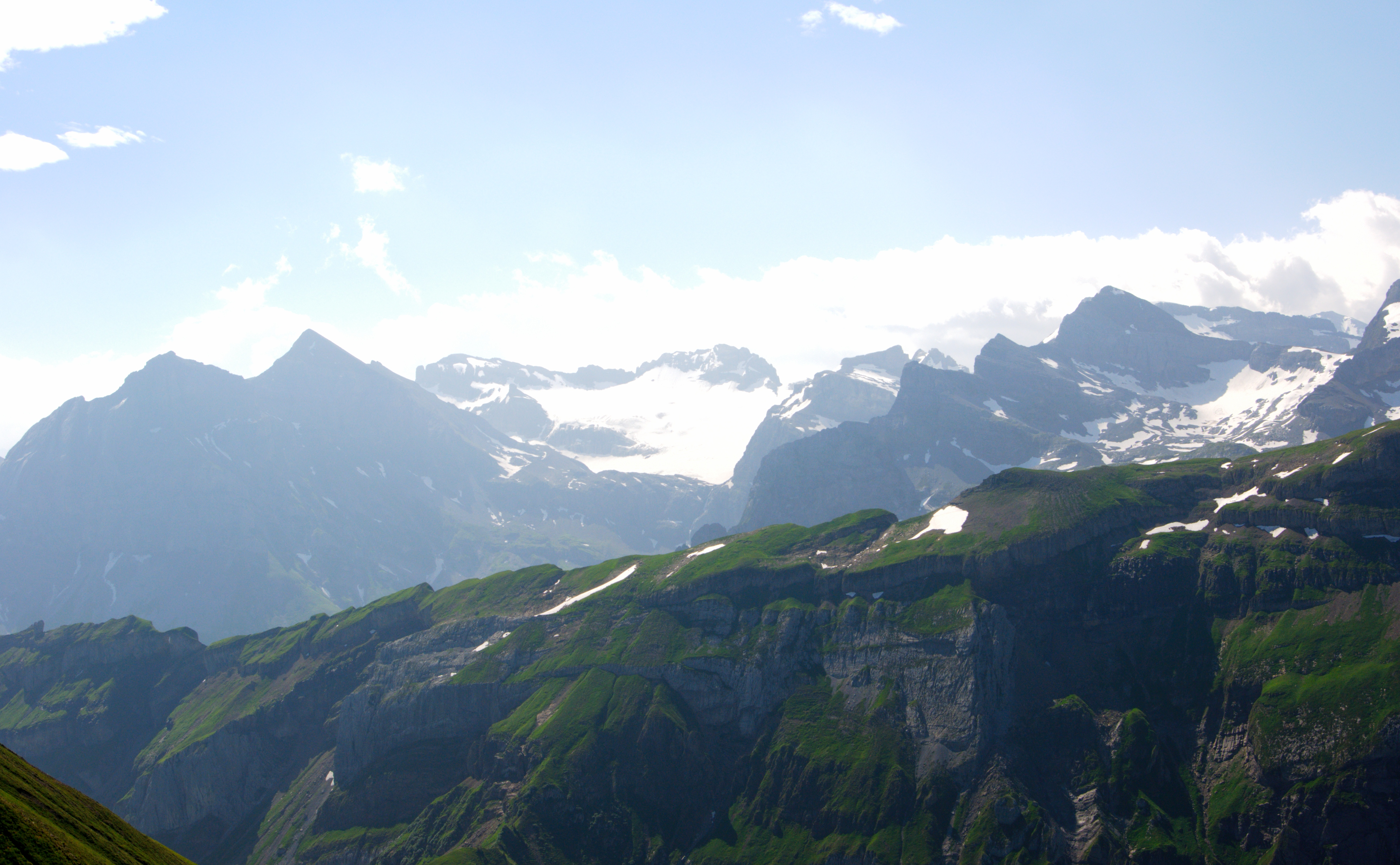
Knapp unterhalb des Gipfels. Blick Richtung Uri Rotstock
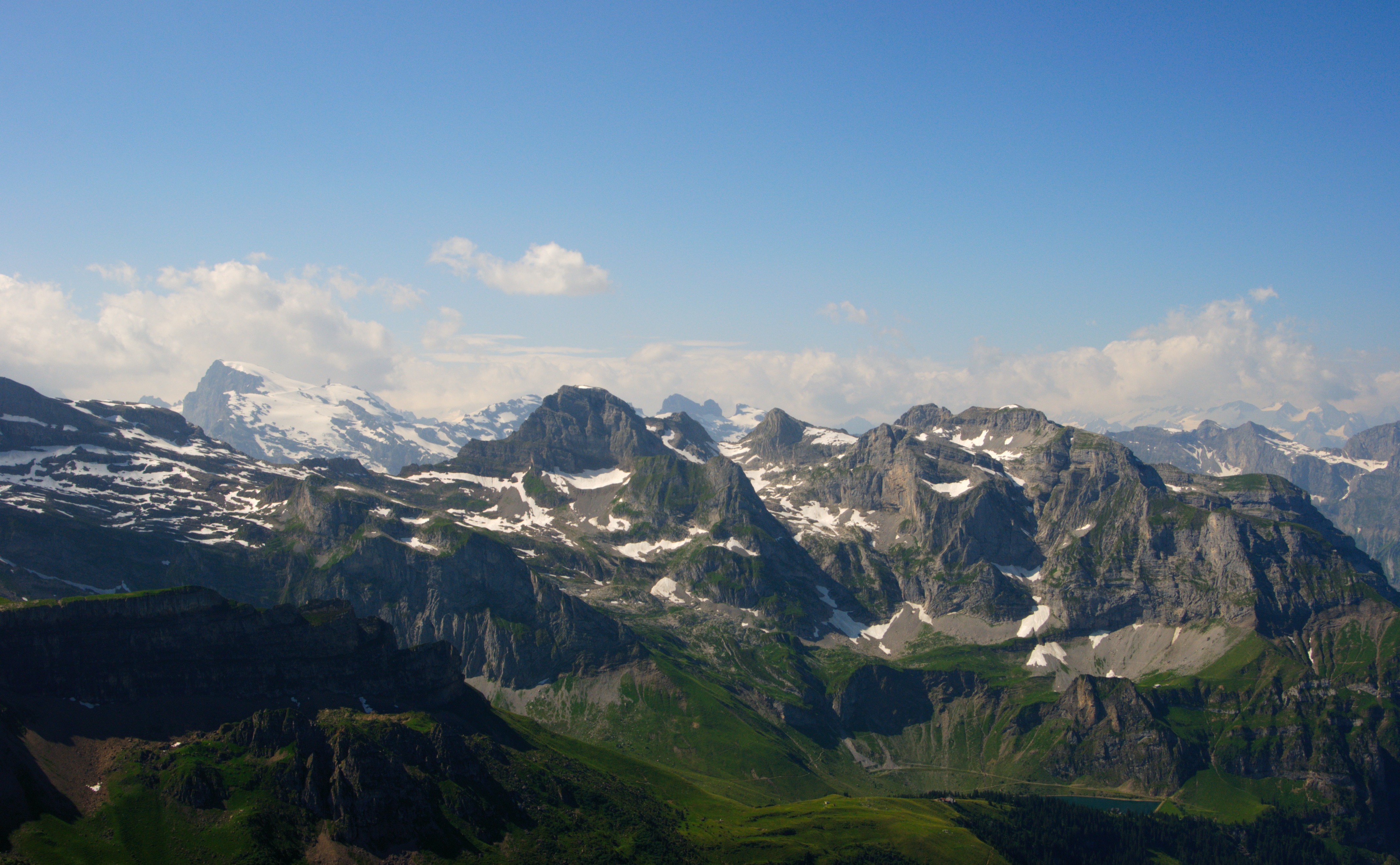
Blick vom Gipfel Richtung Süden. Im Vordergrund die Walenstöcke, links im Hintergrund der Titlis
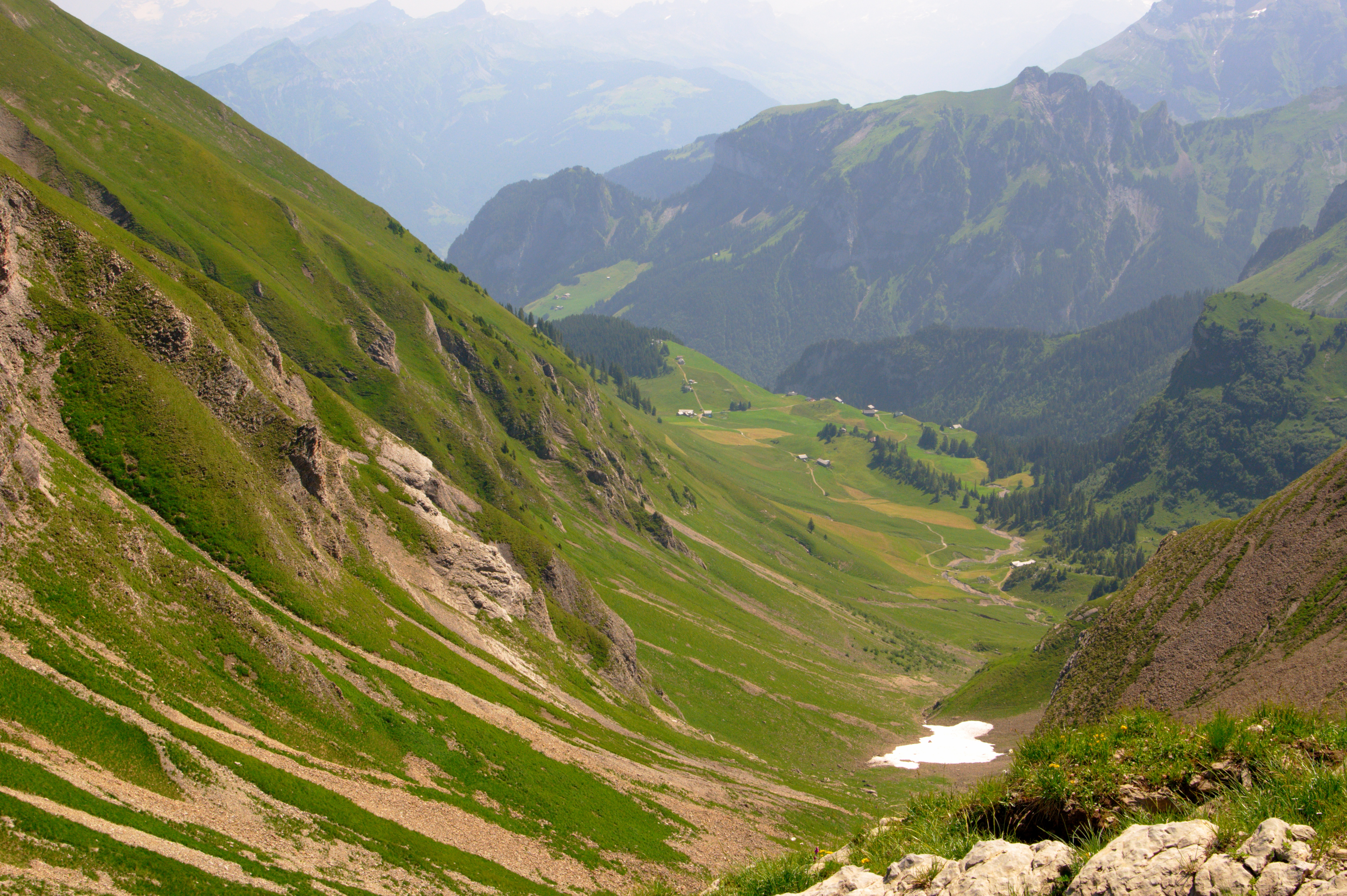
Blick vom Steinalper Jöchli Richtung Gitschenen
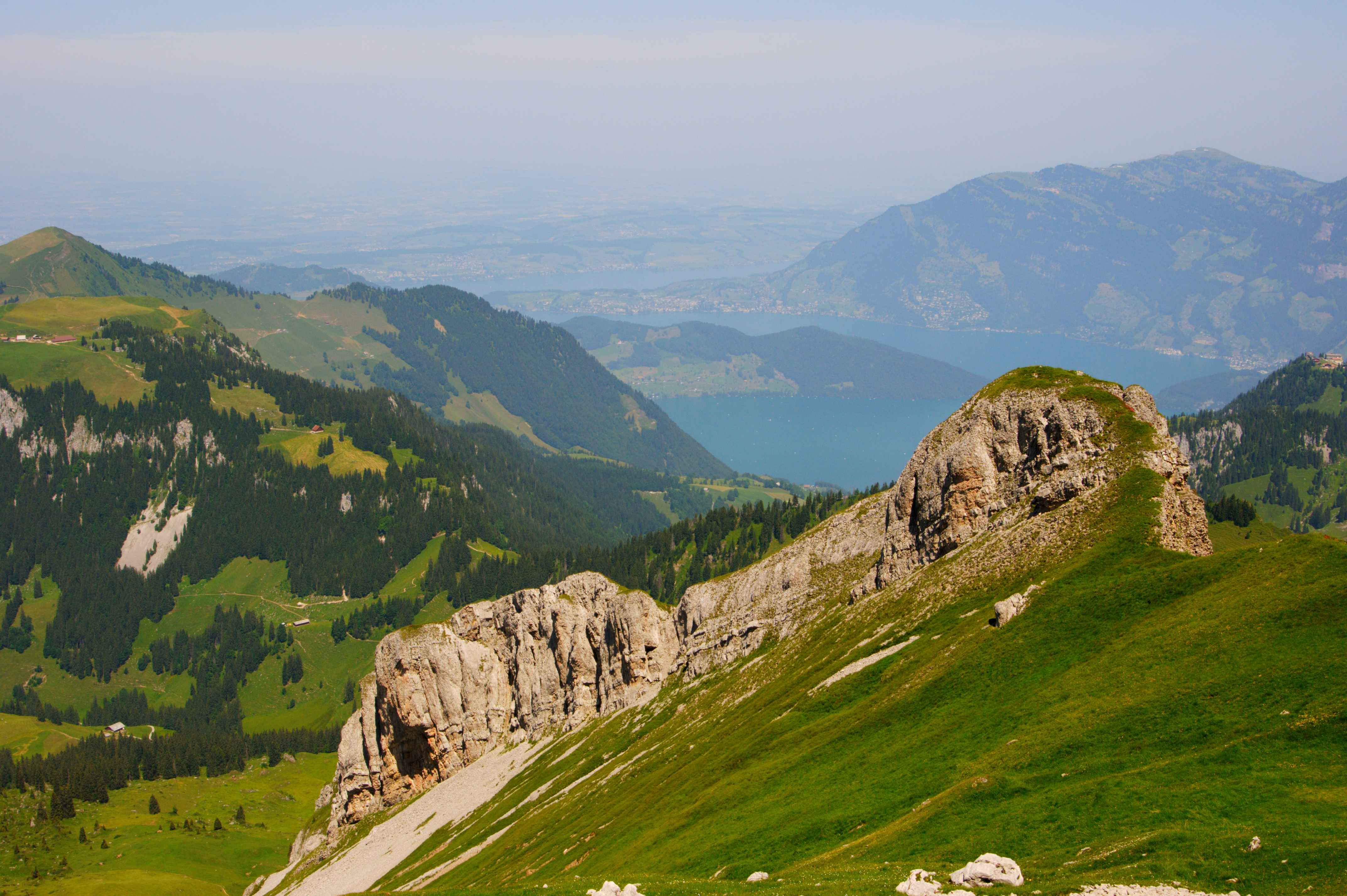
Abstieg zum Brisenhaus. Elfer und Vierwaldstättersee. Links die Musenalp und das Buochserhorn. Rechts im Hintergrund die Rigi